# Rossnaree
Rossnaree (früher englisch Rosnaree – irisch Ros na Rí, auch Ros na Rig bzw. Ros na Riogh geschrieben, übersetzt etwa: Waldhöhe der Könige) ist ein kleiner Ort südlich des Flusses Boyne im County Meath in Irland gegenüber von Newgrange und dem Brú na Bóinne.

## Historisches
Bei Rossnaree fand die Schlacht am Boyne am 11. Juli 1690 statt, in der Wilhelm III. über Jakob II. siegte.
Die Sheela-na-Gig an der Mühle von Rossnaree wurde irgendwann übertüncht, aber die Farbe vom Regen abgewaschen. Mit Ausnahme jener Sheela-Figuren, die sich im Inneren von Gebäuden befinden (Bunratty Castle, Rundturm am Kloster Rattoo), sind auch die anderen auf den Britischen Inseln an über 70 Originalplätzen bestehenden Sheela-na-Gig Skulpturen freigelegt. Sheelas sollen nach altem Glauben die Fruchtbarkeit herbeiführen können. Es ist überliefert, dass an der Sheela von Blackhall Castle im County Kildare Rinder vorbei getrieben wurden. Ebenso wie zwischen solchen Menhirpaaren, die als Gott und Göttin angesehen wurden. Die Abbildung von Pennington in Cumbria wurde vor Ort als die altnordische Göttin der Fruchtbarkeit Freya erkannt.

## Legende

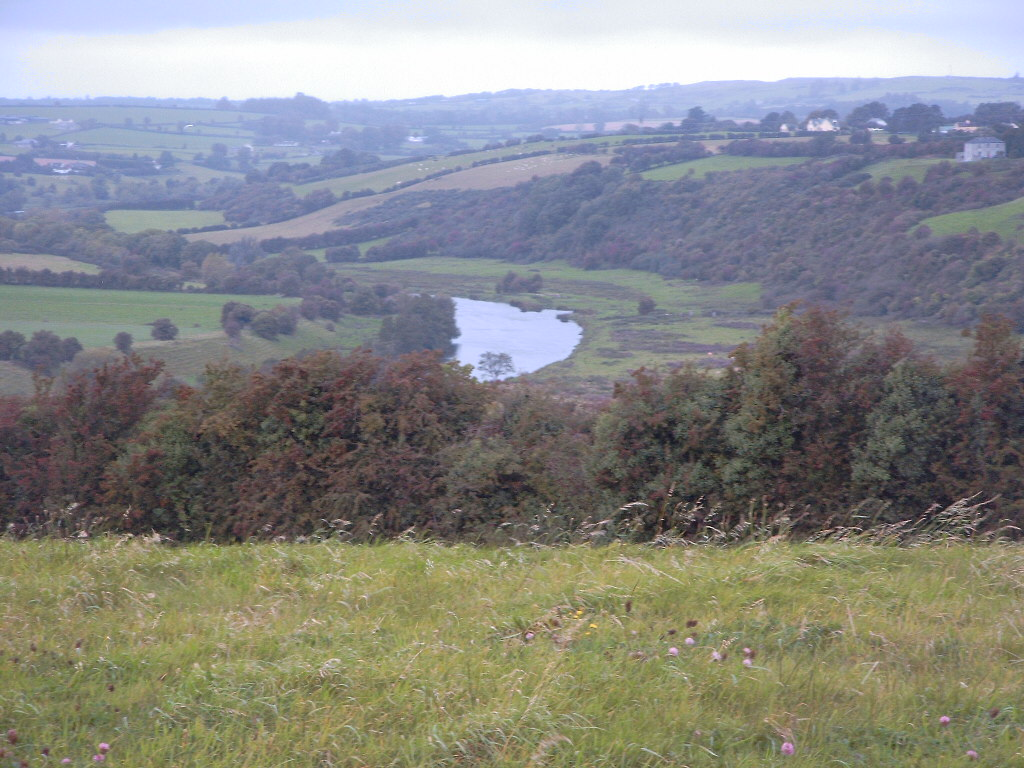
Das Flusstal am Brú na Bóinne bei Knowth

Der legendäre Hochkönig (Ard-righ) von Irland Cormac mac Airt soll sich nach seiner Konversion zum Christentum gegen den Willen der Druiden geweigert haben, sich auf dem traditionellen Ruheplatz der irischen Hochkönige in Brú na Bóinne begraben zu lassen.
So kam es, dass er am Ende in Ros na Rig seine letzte Ruhe fand.
Rossnaree wird ebenfalls als der Ort der im Ulster-Zyklus beschriebene Schlacht von Rossnaree (Cath Ruis na Ríg) lokalisiert. Es handelt sich dabei um die Schlacht zwischen Conchobar mac Nessa, König der Ulaid, und seinem Schwiegersohn Cairpre Nia Fer, König von Tara. In dieser Schlacht tötete Cú Chulainn, der Held der Ulaid seinen Gegner Cairpre durch einen aus der Distanz geworfenen Speer.